# Sol de mitjanit

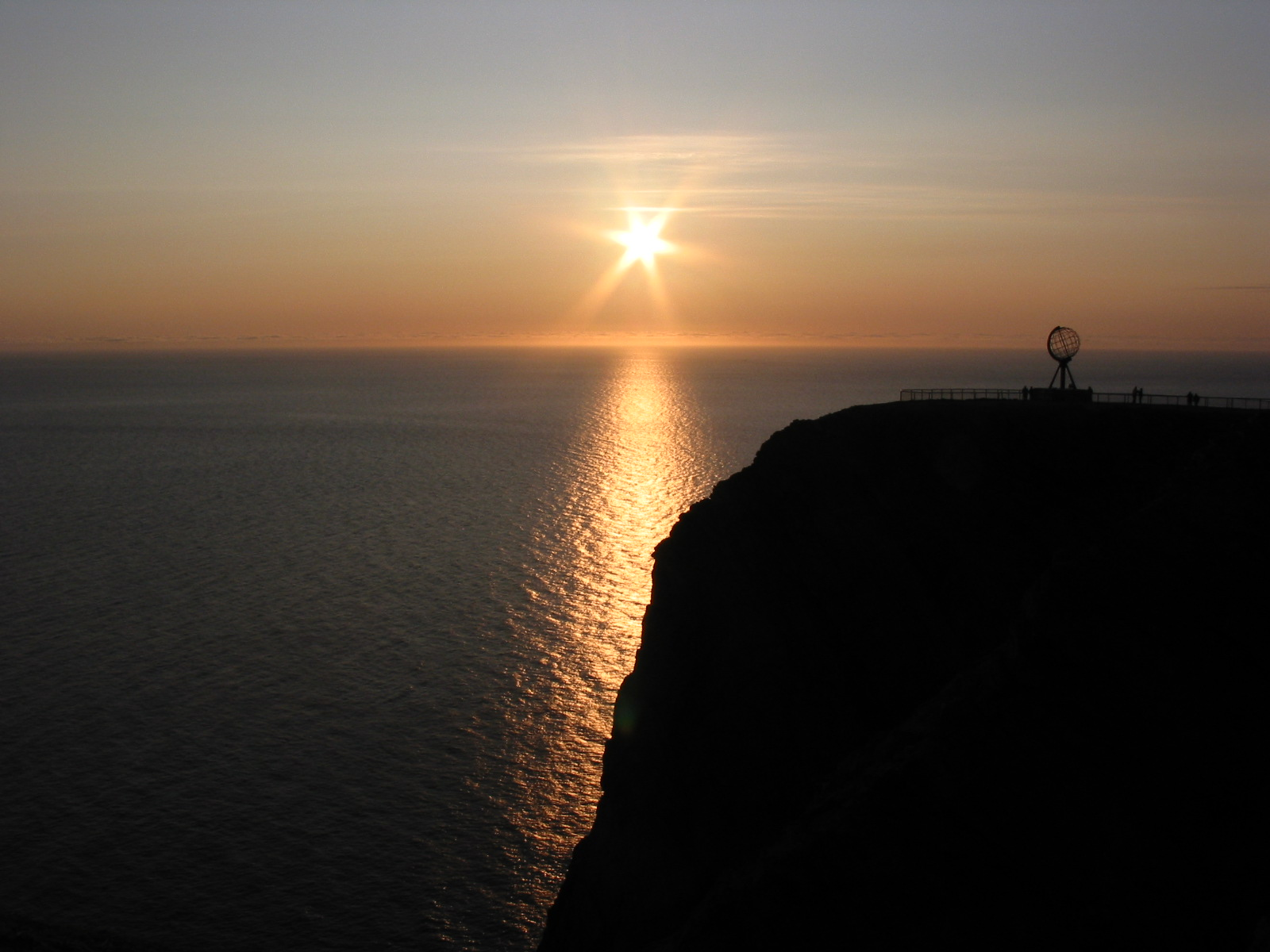
Sol de mitjanit a Nordkapp, Noruega

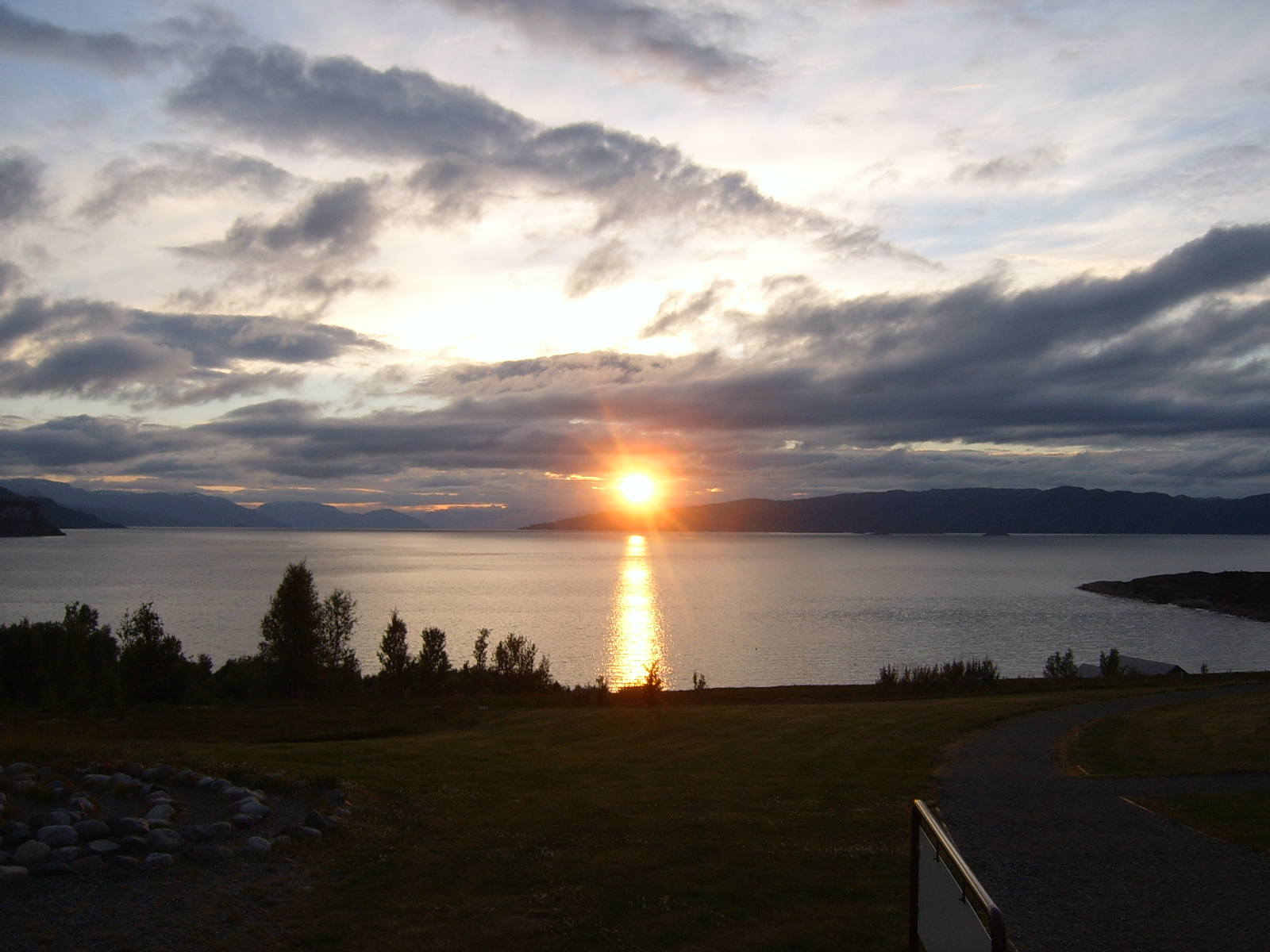
Sol de mitjanit a Alta, Noruega

El sol de mitjanit és un fenomen que es produeix en certes parts del planeta (entre els cercles polars i el pol corresponent), consistent en què el sol no es pon en tota la nit, durant uns dies o mesos al voltant del solstici d'estiu.
L'explicació està en la inclinació de la Terra. La Terra, com un més dels altres planetes, es mou tot seguint una òrbita el·líptica al voltant del Sol, el qual està en un dels seus focus (moviment de translació). El pla de l'òrbita s'anomena eclíptica, i si l'estenem vers l'infinit cap l'esfera celeste, talla les constel·lacions anomenades zodiacals, que són sobre les que veuríem projectat el Sol durant l'any si aquest no ens enlluernés. En no ser l'òrbita una circumferència, hi haurà un moment en què la distància al Sol serà màxima (afeli) i un altre en què en serà mínima (periheli).
L'afeli coincideix amb l'estiu a l'hemisferi nord (hivern en el sud) de la Terra i el periheli amb l'estiu a l'hemisferi sud (hivern en el nord). L'afeli i el periheli no són, però, els responsables de les estacions de l'any.
L'eix de rotació de la Terra no és perpendicular al pla de translació (eclíptica), i està inclinat uns 23°. Aquest fet, normal en tots els planetes del sistema solar, dona lloc a unes estacions climàtiques ben diferenciades, al sol de mitjanit, les nits polars d'alguns mesos i al fet que l'estel polar ens marqui el nord.
Si ens imaginem en el pol nord i suposem que el nostre planeta no està inclinat 23°, podem comprendre que veuríem, sempre, el sol just a l'horitzó. No tindríem ni dies ni nits, però sempre crepuscle. La inclinació de 23° de l'eix de rotació comporta que el Sol pugui assolir en el pol una alçada màxima de 23° quan la inclinació aboca l'hemisferi nord vers el nostre estel, i que durant una temporada desapareguin les nits.
Simètricament, també es dona el cas contrari. I a més a més, quan en un dels pols passa una cosa, en l'altre pol passa el contrari. Però, a part dels pols, tot això també afecta la resta del planeta, establint diferents pautes d'insolació de la superfície, diferents alçades màximes del sol, diferents durades del dia durant l'any, en què s'inclouen les anomenades nits blanques a Escòcia o a Rússia, per exemple, i que el sol només surti i es pongui exactament per l'est i l'oest els dies de l'equinocci.
En països com Noruega o Islàndia i en les latituds superiors al cercle polar àrtic, el sol no es pon durant els dies anteriors i posteriors al solstici d'estiu.